# (38577) 1999 XZ10
(38577) 1999 XZ10 est un objet de la ceinture principale d'astéroïdes extérieure de 19,460 km de diamètre découvert en 1999.

## Description
(38577) 1999 XZ10 a été découvert le 5 décembre 1999 à la Station Catalina, un observatoire astronomique situé dans les Monts Santa Catalina à environ 29 kilomètres au nord-est de Tucson dans l'Arizona, par le projet Catalina Sky Survey.

### Caractéristiques orbitales
L'orbite de cet astéroïde est caractérisée par un demi-grand axe de 3,22 ua, un périhélie de 3,08 ua, une excentricité de 0,04 et une inclinaison de 23,10° par rapport à l'écliptique. Du fait de ces caractéristiques, à savoir un demi-grand axe entre 3,2 et 4,6 ua, il est classé, selon la JPL Small-Body Database, comme objet de la ceinture principale d'astéroïdes extérieure.

### Caractéristiques physiques
(38577) 1999 XZ10 a une magnitude absolue (H) de 12,6 et un albédo estimé à 0,035, ce qui permet de calculer un diamètre de 19,460 km. Ces résultats ont été obtenus grâce aux observations du Wide-Field Infrared Survey Explorer (WISE), un télescope spatial américain mis en orbite en 2009 et observant l'ensemble du ciel dans l'infrarouge, et publiés en 2011 dans un article présentant les premiers résultats concernant les astéroïdes de la ceinture principale.